# Stygocyathura broodbakkeri
Stygocyathura broodbakkeri är en kräftdjursart som först beskrevs av Wagner 1990.  Stygocyathura broodbakkeri ingår i släktet Stygocyathura och familjen Anthuridae. Inga underarter finns listade i Catalogue of Life.